# 체취
체취(體臭)는 인간을 포함한 모든 동물의 몸에서 나는 냄새이다. 체취는 유전적 요인이 강하지만 다양한 질병과 생리적 조건의 영향을 많이 받을 수도 있다. 체취는 초기 인류에서 중요한 역할을 했으며, 일반적으로 많은 인간 문화에서 불쾌한 냄새로 간주되고 있다.

## 원인
인간의 체취가 만들어지는 것은 식이, 성별, 건강, 약물과 같은 요인에 의해 발생하지만 주요 요인은 피부 땀샘 분비물에 대한 박테리아 활동이다.

## 신체별 체취
- 입 냄새
- 발 냄새
- 액취증

## 같이 보기
- 약물 저항성
- 올팩토필리아
- 페로몬
- 땀샘